# Lia Laimböck
Lia Laimböck (Bussum, 7 september 1965) is een Nederlands schilderes, tekenares en grafica.

## Biografie
Als klein meisje was Laimböck reeds intensief bezig met tekenen en schilderen, in 1988 studeerde zij af aan de Koninklijke Academie van Beeldende Kunsten in Den Haag. Kort daarvoor ontmoette zij haar latere echtgenoot, de muzikant en performer Reinier Sijpkens. Samen reisden zij de wereld over om performances te geven in kindertehuizen en scholen, met een programma van muziek, dans en schilderen. Laimböck is een kleindochter van Piet Vermeulen en stiefdochter van Willem Lenssinck.

## Werk
Vanaf 1993 schilderde Laimböck veel portretten, onder meer van Nederlandse schrijvers zoals Maarten Biesheuvel, Maarten 't Hart, Karel van het Reve, Marten Toonder en Mensje van Keulen. Deze portretten zijn opgenomen in de collectie van het Literatuurmuseum te Den Haag. Laimböck maakte een staand portret van Johann Sebastian Bach voor de bibliotheek van de Bachvereniging in Amsterdam. In 2004 won zij de biënnale Nederlandse figuratieve kunst en vertegenwoordigde zij de Nederlandse figuratieve schilderkunst middels een solotentoonstelling in het Whanki Museum te Seoel. In haar recente werk zijn vaak mens en dier in landschappen te zien, die een allegorie vormen op het thema 'De Oorsprong', geboorte, leven en dood. In 2016 realiseerde ze een levensgroot kroningsportret van koning Willem-Alexander en koningin Máxima.